# Rhadinocytherura
Rhadinocytherura is een geslacht van uitgestorven kreeftachtigen uit de klasse van de Ostracoda (mosselkreeftjes).

## Soort
- Rhadinocytherura amazonensis Sheppard & Bate, 1980 †